# Ібероциприс Палаціоза
Ібероциприс Палаціоза або короп іспанський (Iberocypris palaciosi) — вид прісноводних риб родини ялецевих (Leuciscidae), єдиний представник роду Iberocypris. Проєкт Catalog of Fishes Каліфорнійської академії наук зараховує цей вид до складу роду Головень (Squalius). Також до роду Iberocypris зараховувався інший представник роду Головень — Squalius alburnoides.

## Опис
Риба завдовжки до 20 см. Рот субтермінального типу, тобто спрямований донизу. Хвостове стебло довге і вузьке. Луска вузька. Колір тіла коричневий, з темною смугою, яка проходить уздовж тіла. Вид має глоткові щелепи, розташовані в один і два ряди і приблизно з п'ятьма-шістьма зубами.

## Поширення
Ендемік Іспанії. Поширений у річці Гвадалквівір та її притоках Румблар і Яндула. Мешкає в гірській та середній течії річок з помірною течією та рясними зануреними рослинами. Відомо три популяції, дві з яких практично вимерли. Однією з головних загроз є розростання зрошуваного сільського господарства, скидання річки Гвадалквівір або будівництва водосховищ.

## Охорона
На більшій частині ареалу стан природних популяцій виду залишається нестабільним. В ряді регіонів спостерігається тенденція до зниження чисельності популяції виду. Тому ібероциприс Палаціоза, згідно з Червоним списком МСОП, отримав охоронну категорію «вид перебуває в критичному стані». Крім того, він занесений до Директиви Європейського Союзу 92/43/ЄС «Про збереження природних оселищ та видів природної фауни і флори» (Додаток II. Види рослин і тварин, що становлять особливий інтерес для Європейського Союзу, збереження яких потребує створення територій особливої охорони).